# Coppa panamericana maschile under 21 di pallavolo 2015
La Coppa panamericana maschile under 21 di pallavolo 2015 si è svolta dal 23 al 28 giugno a Gatineau, in Canada: al torneo hanno partecipato sette squadre nazionali under 21 nordamericane e sudamericane e la vittoria finale è andata per la prima volta al Brasile.

## Impianti
|                                                                           |  |  |
|                                                                           |  |  |
| Centre Sportif de Gatineau Città: Gatineau Capienza: - Anno d'apertura: - |  |  |

## Regolamento

### Formula
Le squadre hanno disputato una prima fase a gironi con formula del girone all'italiana; al termine della prima fase:
- Le prime due classificate di ogni girone hanno acceduto alla fase finale per il primo posto, strutturata in quarti di finale, a cui hanno partecipato solo le seconde e le terze classificate, semifinali, finale per il terzo posto e finale.
- Le due eliminate ai quarti di finale hanno acceduto alla finale per il quinto posto.
- La formazione sconfitta alla finale per il quinto posto e la quarta classificata alla fase a gironi hanno acceduto alla finale per il sesto posto.

### Criteri di classifica
Se il risultato finale è stato di 3-0 sono stati assegnati 5 punti alla squadra vincente e 0 a quella sconfitta, se il risultato finale è stato di 3-1 sono stati assegnati 4 punti alla squadra vincente e 1 a quella sconfitta, se il risultato finale è stato di 3-2 sono stati assegnati 3 punti alla squadra vincente e 2 a quella sconfitta.
L'ordine del posizionamento in classifica è stato definito in base a:
- Numero di partite vinte;
- Punti;
- Ratio dei set vinti/persi;
- Ratio dei punti realizzati/subiti;
- Risultati degli scontri diretti.

## Squadre partecipanti
| Squadra     | Qualificazione      | Ultima partecipazione |
| ----------- | ------------------- | --------------------- |
| Barbados    | -                   | Debutto               |
| Brasile     | -                   | Debutto               |
| Canada      | Paese organizzatore | Panama 2011           |
| Cile        | -                   | Panama 2011           |
| El Salvador | -                   | Debutto               |
| Messico     | -                   | Panama 2011           |
| Stati Uniti | -                   | Debutto               |

## Torneo

### Fase a gironi
| Girone A | Girone B    |
| -------- | ----------- |
| Canada   | Barbados    |
| Cile     | Brasile     |
| Messico  | El Salvador |
| -        | Stati Uniti |

#### Girone A

##### Risultati
| 23 giugno 2015 Centre Sportif de Gatineau, Gatineau Durata: 1h:13 - Spettatori: 350 | Messico | 0 - 3 | Canada  | 23-25, 23-25, 14-25               |
| 24 giugno 2015 Centre Sportif de Gatineau, Gatineau Durata: 1h:11 - Spettatori: 250 | Cile    | 3 - 0 | Messico | 25-22, 25-18, 25-19               |
| 25 giugno 2015 Centre Sportif de Gatineau, Gatineau Durata: 2h:03 - Spettatori: 350 | Canada  | 3 - 2 | Cile    | 25-21, 25-22, 21-25, 20-25, 15-11 |

##### Classifica
| Pos | Squadra | Pt | G | V | P | SV | SP | Ratio | PF  | PS  | Ratio |
| --- | ------- | -- | - | - | - | -- | -- | ----- | --- | --- | ----- |
| 1   | Canada  | 8  | 2 | 2 | 0 | 6  | 2  | 3.000 | 181 | 164 | 1.104 |
| 2   | Cile    | 7  | 2 | 1 | 1 | 5  | 3  | 1.667 | 179 | 165 | 1.085 |
| 3   | Messico | 0  | 2 | 0 | 2 | 0  | 6  | 0.000 | 119 | 150 | 0.793 |

#### Girone B

##### Risultati
| 23 giugno 2015 Centre Sportif de Gatineau, Gatineau Durata: 1h:09 - Spettatori: 100 | El Salvador | 0 - 3 | Brasile     | 11-25, 11-25, 14-25               |
| 23 giugno 2015 Centre Sportif de Gatineau, Gatineau Durata: 1h:12 - Spettatori: 200 | Barbados    | 0 - 3 | Stati Uniti | 17-25, 11-25, 18-25               |
| 24 giugno 2015 Centre Sportif de Gatineau, Gatineau Durata: 1h:42 - Spettatori: 100 | El Salvador | 2 - 3 | Barbados    | 25-19, 26-24, 17-25, 21-25, 11-15 |
| 24 giugno 2015 Centre Sportif de Gatineau, Gatineau Durata: 1h:46 - Spettatori: 175 | Brasile     | 3 - 1 | Stati Uniti | 25-23, 25-18, 13-25, 25-20        |
| 25 giugno 2015 Centre Sportif de Gatineau, Gatineau Durata: 1h:00 - Spettatori: 100 | Brasile     | 3 - 0 | Barbados    | 25-13, 25-12, 25-8                |
| 25 giugno 2015 Centre Sportif de Gatineau, Gatineau Durata: 1h:03 - Spettatori: 250 | Stati Uniti | 3 - 0 | El Salvador | 25-15, 25-14, 25-22               |

##### Classifica
| Pos | Squadra     | Pt | G | V | P | SV | SP | Ratio | PF  | PS  | Ratio |
| --- | ----------- | -- | - | - | - | -- | -- | ----- | --- | --- | ----- |
| 1   | Brasile     | 14 | 3 | 3 | 0 | 9  | 1  | 9.000 | 238 | 155 | 1.535 |
| 2   | Stati Uniti | 11 | 3 | 2 | 1 | 7  | 3  | 2.333 | 236 | 185 | 1.276 |
| 3   | Barbados    | 3  | 3 | 1 | 2 | 3  | 8  | 0.375 | 187 | 250 | 0.748 |
| 4   | El Salvador | 2  | 3 | 0 | 3 | 2  | 9  | 0.222 | 187 | 258 | 0.725 |

### Fase finale

#### Finali 1º e 3º posto
|  | Quarti      | Quarti      |         |        | Semifinali         | Semifinali         |  |  | Finale 1º/2º posto | Finale 1º/2º posto |
|  |             |             |         |        |                    |                    |  |  |                    |                    |
|  |             |             |         |        |                    |                    |  |  |                    |                    |
|  |             |             |         |        |                    |                    |  |  |                    |                    |
|  | -           | -           |         |        |                    |                    |  |  |                    |                    |
|  | -           | -           |         |        |                    |                    |  |  |                    |                    |
|  | -           | -           |         |        |                    |                    |  |  |                    |                    |
|  | -           | -           | Brasile | 3      |                    |                    |  |  |                    |                    |
|  |             |             | Brasile | 3      |                    |                    |  |  |                    |                    |
|  |             | Cile        | 1       |        |                    |                    |  |  |                    |                    |
|  | Cile        | Cile        | 1       | 3      |                    |                    |  |  |                    |                    |
|  | Cile        |             |         | 3      |                    |                    |  |  |                    |                    |
|  | Barbados    | 0           |         |        |                    |                    |  |  |                    |                    |
|  | Barbados    | 0           | Brasile | 3      |                    |                    |  |  |                    |                    |
|  |             |             | Brasile | 3      |                    |                    |  |  |                    |                    |
|  |             | Stati Uniti | 0       |        |                    |                    |  |  |                    |                    |
|  | -           | Stati Uniti | 0       | -      |                    |                    |  |  |                    |                    |
|  | -           |             |         | -      |                    |                    |  |  |                    |                    |
|  | -           | -           |         |        |                    |                    |  |  |                    |                    |
|  | -           | -           | Canada  | 1      | Finale 3º/4º posto | Finale 3º/4º posto |  |  |                    |                    |
|  |             |             | Canada  | 1      | Finale 3º/4º posto | Finale 3º/4º posto |  |  |                    |                    |
|  |             | Stati Uniti | 3       |        |                    |                    |  |  |                    |                    |
|  | Stati Uniti | Stati Uniti | 3       | 3      | Cile               | 2                  |  |  |                    |                    |
|  | Stati Uniti |             |         | 3      | Cile               | 2                  |  |  |                    |                    |
|  | Messico     | 0           |         | Canada | 3                  |                    |  |  |                    |                    |
|  | Messico     | 0           |         |        | 3                  |                    |  |  |                    |                    |
|  |             |             |         |        |                    |                    |  |  |                    |                    |
|  |             |             |         |        |                    |                    |  |  |                    |                    |

##### Quarti di finale
| 26 giugno 2015 Centre Sportif de Gatineau, Gatineau Durata: 1h:04 - Spettatori: 100 | Cile        | 3 - 0 | Barbados | 25-17, 25-10, 25-20 |
| 26 giugno 2015 Centre Sportif de Gatineau, Gatineau Durata: 1h:08 - Spettatori: 125 | Stati Uniti | 3 - 0 | Messico  | 25-19, 25-18, 25-12 |

##### Finale 5º posto
| 27 giugno 2015 Centre Sportif de Gatineau, Gatineau Durata: 1h:00 - Spettatori: 100 | Barbados | 0 - 3 | Messico | 22-25, 21-25, 19-25 |

##### Semifinali
| 27 giugno 2015 Centre Sportif de Gatineau, Gatineau Durata: 1h:36 - Spettatori: 250 | Brasile | 3 - 1 | Cile        | 25-17, 25-15, 22-25, 25-19 |
| 27 giugno 2015 Centre Sportif de Gatineau, Gatineau Durata: 1h:49 - Spettatori: 400 | Canada  | 1 - 3 | Stati Uniti | 19-25, 22-25, 25-20, 22-25 |

##### Finale 6º posto
| 28 giugno 2015 Centre Sportif de Gatineau, Gatineau Durata: 1h:19 - Spettatori: 125 | El Salvador | 1 - 3 | Barbados | 11-25, 15-25, 25-21, 18-25 |

##### Finale 3º posto
| 28 giugno 2015 Centre Sportif de Gatineau, Gatineau Durata: 1h:53 - Spettatori: 350 | Cile | 2 - 3 | Canada | 23-25, 25-19, 25-20, 16-25, 11-15 |

##### Finale
| 28 giugno 2015 Centre Sportif de Gatineau, Gatineau Durata: 1h:20 - Spettatori: 400 | Brasile | 3 - 0 | Stati Uniti | 25-22, 25-23, 25-17 |

## Classifica finale
| Pos     | Squadra     | Rosa |
| ------- | ----------- | --- |
| Oro     | Brasile     | Formazione: 4 de Carvalho, 5 Costa, 7 da Silva, 9 G. de Oliveira, 10 dos Santos, 11 Leão, 13 Marengoni, 14 Kreling, 15 C. de Oliveira, 16 Vaccari, 18 Madaloz, 20 Silva, CT: Seix |
| Argento | Stati Uniti | Formazione: 1 Benesh, 2 Boehle, 3 Dion-Kindem, 4 Fey, 5 Franciskovic, 6 Gevis, 7 Hatch, 8 Jendryk, 9 Nugent, 10 Perinar, 11 Sander, 12 Walsh, CT: Friend                          |
| Bronzo  | Canada      | Formazione: 1 Chancy, 2 Koppers, 3 Brar, 4 Scheerhoorn, 5 Coleman, 6 Nickifor, 7 Szwarc, 8 Richards, 9 Riopel, 10 Keturakis, 13 Chambers, 14 West, 15 Regehr, CT: Barrett         |
| 4       | Cile        | Formazione: 1 Guerra, 3 Araya, 4 Gago, 8 Albornoz, 9 Bonačić, 11 Ruiz, 12 Jeria, 14 Villarreal, 15 Castillo, 16 Díaz, 18 Borelli, 19 Banda, CT: Nejamkin                          |
| 5       | Messico     | Formazione: 4 Muñoz, 5 Estrella, 7 Frías, 8 Rubio, 9 Noriega, 10 Ugalde, 12 Chávez, 13 A. Martínez, 16 Olvera, 17 Bojórquez, 18 J. Martínez, CT: Porras                           |
| 6       | Barbados    | Formazione: 1 Jordan, 2 Wood, 4 Packer, 6 Seale, 8 Stapleton, 12 Bishop, 13 Mayers, 15 Holder, 16 Doughty, 17 Goodridge, CT: Stuart                                               |
| 7       | El Salvador | Formazione: 4 Rivas, 5 Menjívar, 6 Sandoval, 7 Platero, 8 Vargas, 9 Carranza, 12 Arteaga, 13 Rodríguez, 14 Zelaya, 17 Valdéz, 18 Morales, CT: Rivera                              |

## Premi individuali
| Premio                | Nome                | Squadra  |
| --------------------- | ------------------- | -------- |
| MVP                   | Lucas Madaloz       | Brasile  |
| Miglior realizzatore  | Jabarry Goodridge   | Barbados |
| Miglior servizio      | Rodrigo Leão        | Brasile  |
| Miglior difesa        | Andrew Richards     | Canada   |
| Miglior ricevitore    | Rogério de Carvalho | Brasile  |
| Miglior palleggiatore | Pedro da Silva      | Brasile  |
| Miglior opposto       | Andriy Stapleton    | Barbados |
| Miglior schiacciatore | Brandon Koppers     | Canada   |
| Miglior schiacciatore | Ryan Nickifor       | Canada   |
| Miglior centrale      | Gabriel Arraya      | Cile     |
| Miglior centrale      | Ammuniki Wood       | Barbados |
| Miglior libero        | Rogério de Carvalho | Brasile  |